# Mińsk Mazowiecki w czasach średniowiecza

Dawne miejscowości zaznaczone na współczesnym konturze miasta. "Stare Miasto" znajdowało się na wschodnim brzegu rzeki (od Górek, prawie po obecną północną granicę).

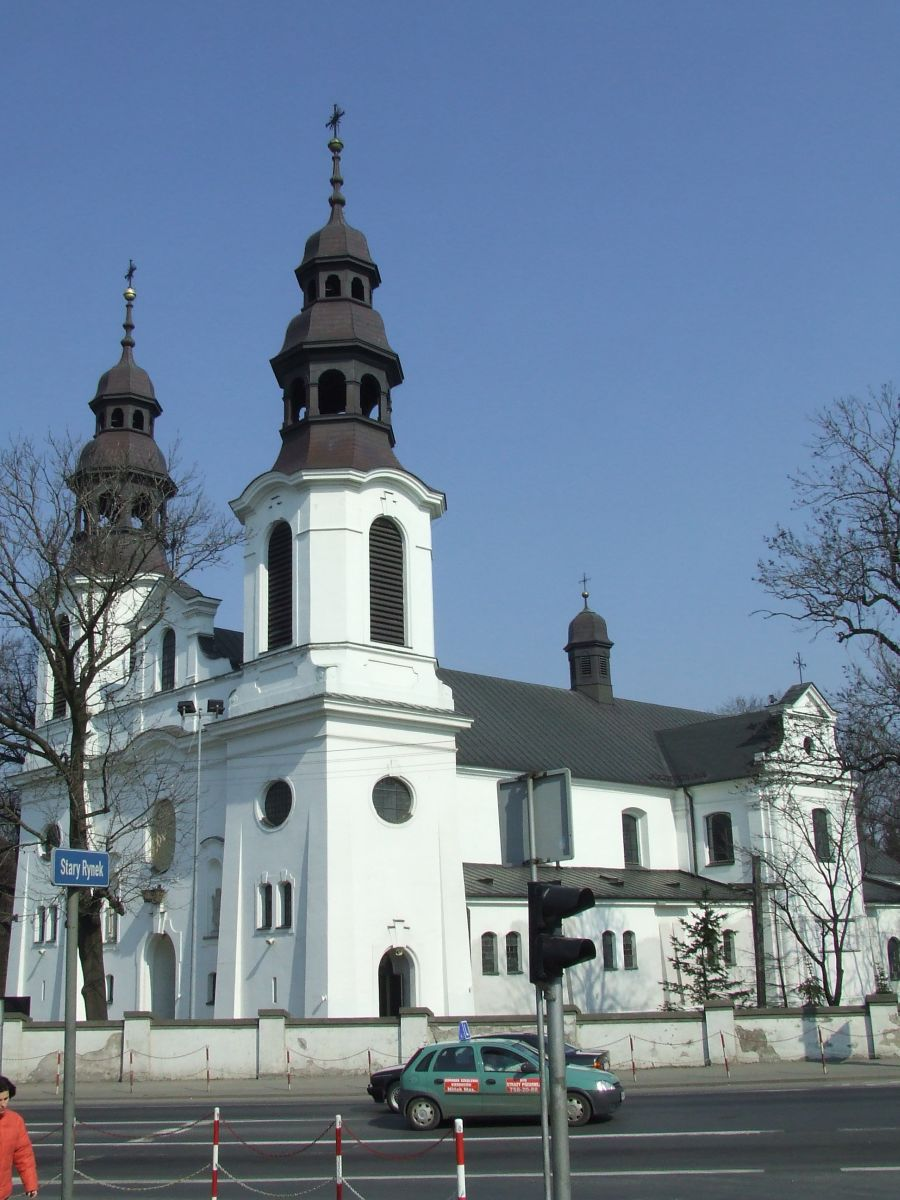
Kościół z XVII wieku w miejscu średniowiecznego. Pierwotna lokalizacja osady. Widoczna jest tabliczka z napisem Stary Rynek

Osada Mieńsk/Mensko/Mińsko/Mińsk istniała przynajmniej od XIV wieku. Była to wschodnia granica Polski więc nie było możliwe rozwijanie miast. Sytuacja zmieniła się po zawarciu unii polsko-litewskiej w 1385 roku.
Mińsk otrzymał prawa miejskie 29 maja 1421 roku. Miasto znajdowało się w całości wzdłuż wschodniego brzegu rzeki Srebrnej zwanej też Małą Mienią.
Z głównej osi miasta (północ-południe) wychodziły drogi do Liwa i Lublina. Wychodziły one także z położonego centralnie rynku: droga na zachód, przechodziła przez rzekę i rozdzielała się na szlaki do Warszawy i Karczewa, zaś droga na wschód prowadziła do Cegłowa.
Na północ od rynku już w 1422 roku zlokalizowano kościół.
W 1695 roku do Mińska włączono Sendomierz, a w XVIII wieku Górki. w późniejszych czasach dokonywano licznych przyłączeń.

## W XXI wieku
Stary Rynek z okolicami znajduje się w zachodnich krańcach obszarów funkcjonalno-przestrzennych Siennicka (rynek) i Kościelna (kościół). Przy czym od rynku jest bardzo blisko do obszaru Centrum.
Doskonale zachowała się lokalizacja rynku, kościoła, oraz osi północ południe. Szlak do Lublina to ul. Siennicka, szlak do Liwa to ul. Kościelna i ul. Przemysłowa. Istniejące od początku ulice wzdłuż rzeki (równoległe do wyżej wymienionych) to ul. Nadrzeczna i ul. Ogrodowa.
Droga na Karczew zmieniła swój przebieg już z chwilą lokacji Sendomierza. Droga na Warszawę to obecnie osiedlowe uliczki. Droga na Cegłów zachowała swój pierwotny przebieg.
Najcenniejszym budynkiem tej części miasta jest Sanktuarium Matki Bożej Hallerowskiej.